# Malaconothrus indifferens
Malaconothrus indifferens är en kvalsterart som beskrevs av Hammer 1966. Malaconothrus indifferens ingår i släktet Malaconothrus och familjen Malaconothridae. Inga underarter finns listade i Catalogue of Life.